# Clock of the Long Now
La Clock of the Long Now, ou Horloge de l'année 10 000, est un projet d'horloge mécanique censée fonctionner 10 000 ans, initié par la Long Now Foundation,.
Le projet est élaboré par Danny Hillis en 1986. Le premier prototype d'horloge, d'environ deux mètres de haut, commence à fonctionner le 31 décembre 1999 ; il est exposé au Science Museum de Londres. Depuis décembre 2007, deux autres prototypes sont exposés au Long Now Museum & Store au Fort Mason Center à San Francisco.
Elle est remise à l'heure presque chaque jour, par le Soleil, s'il brille assez fort.